# Tipula willinki
Tipula willinki är en tvåvingeart som beskrevs av Alexander 1962. Tipula willinki ingår i släktet Tipula och familjen storharkrankar. Inga underarter finns listade i Catalogue of Life.